# Спенсер (Північна Кароліна)
Спенсер (англ. Spencer) — місто (англ. town) в США, в окрузі Ровен штату Північна Кароліна. Населення — 3308 осіб (2020).

## Географія
Спенсер розташований за координатами 35°41′56″ пн. ш. 80°25′30″ зх. д. / 35.69889° пн. ш. 80.42500° зх. д. (35.698775, -80.424884).  За даними Бюро перепису населення США в 2010 році місто мало площу 7,94 км², уся площа — суходіл.

## Демографія
Згідно з переписом 2010 року, у місті мешкало 3267 осіб у 1234 домогосподарствах у складі 818 родин. Густота населення становила 412 осіб/км².  Було 1426 помешкань (180/км²).
Расовий склад населення:
| - 58,2 % — білих - 32,8 % — чорних або афроамериканців - 0,9 % — азіатів - 0,4 % — корінних американців - 0,2 % — вихідців з тихоокеанських островів - 5,3 % — осіб інших рас |

До двох чи більше рас належало 2,3 %. Частка іспаномовних становила 9,2 % від усіх жителів.
За віковим діапазоном населення розподілялося таким чином: 24,7 % — особи молодші 18 років, 60,5 % — особи у віці 18—64 років, 14,8 % — особи у віці 65 років та старші. Медіана віку мешканця становила 39,1 року. На 100 осіб жіночої статі у місті припадало 88,6 чоловіків;  на 100 жінок у віці від 18 років та старших — 86,7 чоловіків також старших 18 років.
Середній дохід на одне домашнє господарство  становив 43 335 доларів США (медіана — 40 850), а середній дохід на одну сім'ю — 48 582 долари (медіана — 50 341). Медіана доходів становила 40 656 доларів для чоловіків та 31 003 долари для жінок. За межею бідності перебувало 21,8 % осіб, у тому числі 38,7 % дітей у віці до 18 років та 6,8 % осіб у віці 65 років та старших.
Цивільне працевлаштоване населення становило 1213 осіб. Основні галузі зайнятості: роздрібна торгівля — 16,9 %, виробництво — 16,7 %, науковці, спеціалісти, менеджери — 15,3 %.